# ATP-toernooi van Belgrado (Belgrade Open)
Het ATP-toernooi van Belgrado  of Belgrade Open is een tennistoernooi voor mannen dat in 2021 op de ATP-kalender staat. Het is een éénmalig georganiseerd toernooi: het werd in het leven geroepen ter compensatie van het uitstel van Roland Garros 2021 door de coronapandemie.

## Finales

### Enkelspel
| Jaar | Winnaar        | Finalist    | Score    |
| ---- | -------------- | ----------- | -------- |
| 2021 | Novak Djokovic | Alex Molčan | 6-4, 6-3 |

### Dubbelspel
| Jaar | Winnaars                          | Finalisten                   | Score    |
| ---- | --------------------------------- | ---------------------------- | -------- |
| 2021 | Jonathan Erlich Andrei Vasilevski | André Göransson Rafael Matos | 6-4, 6-1 |

ITF-toernooien (mannen en vrouwen)

ATP-toernooien (mannen) – ATP-seizoen 2025

WTA-toernooien (vrouwen) – WTA-seizoen 2025

Voormalige toernooien mannen
Voormalige toernooien vrouwen
Voormalige amateurtoernooien